# Moscou Skate 1987
Navigation
Édition précédente Édition suivante
Le Moscou Skate (Moscow Skate en anglais, Moskovskie konki en russe) est une compétition internationale de patinage artistique qui se déroulait en URSS au cours de l'automne. Il accueillait des patineurs amateurs de niveau senior dans quatre catégories: simple messieurs, simple dames, couple artistique et danse sur glace. Le Moscou Skate est l'ancien nom de la Coupe de Russie.
Le vingt-deuxième Moscou Skate est organisé du 11 au 15 novembre 1987 à Moscou.

## Résultats

### Messieurs
| Rang | Nom                 | Pays                 | Points | Fig. impo. | Prog. court | Prog. libre |
| ---- | ------------------- | -------------------- | ------ | ---------- | ----------- | ----------- |
| 1    | Alexandre Fadeïev   | Union soviétique     | 2.0    | 1          | 1           | 1           |
| 2    | Daniel Doran        | États-Unis           | 4.0    | 2          | 2           | 2           |
| 3    | Viktor Petrenko     | Union soviétique     | 6.0    | 3          | 3           | 3           |
| 4    | Matthew Hall        | Canada               | 11.4   | 8          | 4           | 5           |
| 5    | Frédéric Lipka      | France               | 12.6   | 9          | 8           | 4           |
| 6    | Viktor Baryshevtsev | Union soviétique     | 14.0   | 7          | 7           | 7           |
| 7    | Andrei Torosian     | Union soviétique     | 14.0   | 6          | 6           | 8           |
| 8    | Ralph Burghart      | Autriche             | 15.0   | 4          | 9           | 9           |
| 9    | Yuriy Tsymbalyuk    | Union soviétique     | 15.0   | 5          | 5           | 10          |
| 10   | Dmitri Gromov       | Union soviétique     | 16.0   | 10         | 10          | 6           |
| 11   | Iwo Svec            | Allemagne de l'Ouest | 22.0   | 11         | 11          | 11          |
| 12   | Marius Negrea       | Roumanie             | 24.4   | 12         | 13          | 12          |
| 13   | Boyko Aleksiev      | Bulgarie             | 25.6   | 13         | 12          | 13          |

### Dames
| Rang | Nom                   | Pays                 | Points | Fig. impo. | Prog. court | Prog. libre |
| ---- | --------------------- | -------------------- | ------ | ---------- | ----------- | ----------- |
| 1    | Cindy Bortz           | États-Unis           | 2.4    | 1          | 2           | 1           |
| 2    | Natalia Gorbenko      | Union soviétique     | 4.4    | 2          | 3           | 2           |
| 3    | Natalia Skrabnevskaya | Union soviétique     | 6.4    | 5          | 1           | 3           |
| 4    | Pamela Giangualano    | Canada               | 9.8    | 3          | 5           | 6           |
| 5    | Larisa Zamotina       | Union soviétique     | 12.2   | 9          | 7           | 4           |
| 6    | Tatiana Andreeva      | Union soviétique     | 14.0   | 6          | 6           | 8           |
| 7    | Marina Tveritinova    | Union soviétique     | 15.4   | 4          | 10          | 9           |
| 8    | Yvonne Pokorny        | Autriche             | 16.4   | 11         | 12          | 5           |
| 9    | Sachie Yuki           | Japon                | 18.0   | 13         | 8           | 7           |
| 10   | Paola Tosi            | Italie               | 19.4   | 7          | 13          | 10          |
| 11   | Heike Gobbers         | Allemagne de l'Ouest | 19.4   | 8          | 9           | 11          |
| 12   | Katerina Novakova     | Tchécoslovaquie      | 20.8   | 12         | 4           | 12          |
| 13   | Anne-Marie Söderholm  | Suède                | 25.8   | 14         | 11          | 13          |
| 14   | Sabine Lischke        | Autriche             | 27.0   | 10         | 15          | 15          |
| 15   | Beatrisz Kurchakovski | Roumanie             | 29.2   | 16         | 14          | 14          |
| 16   | Asja Alexieva         | Bulgarie             | 31.4   | 15         | 16          | 16          |

### Couples
| Rang | Nom                                  | Pays               | Points | Prog. court | Prog. libre |
| ---- | ------------------------------------ | ------------------ | ------ | ----------- | ----------- |
| 1    | Ekaterina Gordeeva / Sergueï Grinkov | Union soviétique   | 1.4    | 1           | 1           |
| 2    | Ielena Valova / Oleg Vassiliev       | Union soviétique   | 3.2    | 3           | 2           |
| 3    | Larisa Seleznyova / Oleg Makarov     | Union soviétique   | 3.8    | 2           | 3           |
| 4    | Natalia Mishkutenok / Artur Dmitriev | Union soviétique   | 6.8    | 7           | 4           |
| 5    | Elena Kvitchenko / Rashid Kadyrkaev  | Union soviétique   | 7.4    | 6           | 5           |
| 6    | Elena Bechke / Denis Petrov          | Union soviétique   | 8.0    | 5           | 6           |
| 7    | Peggy Schwarz / Alexander König      | Allemagne de l'Est | 9.6    | 4           | 8           |
| 8    | Christine Hough / Doug Ladret        | Canada             | 10.2   | 8           | 7           |
| 9    | Elena Leonova / Gennadi Krasnitsky   | Union soviétique   | 12.6   | 9           | 9           |
| 10   | Lyudmila Koblova / Andrei Kalitin    | Union soviétique   | 14.4   | 11          | 10          |
| 11   | Calla Urbanski / Michael Blicharski  | États-Unis         | 15.0   | 10          | 11          |
| 12   | Lisa Cushley / Neil Cushley          | Royaume-Uni        | 16.8   | 12          | 12          |
| 13   | Akiko Nogami / Yoichi Yamazaki       | Japon              | 18.2   | 13          | 13          |

### Danse sur glace
| Rang | Nom                                  | Pays             | Points | Danse imposée | Danse originale | Danse libre |
| ---- | ------------------------------------ | ---------------- | ------ | ------------- | --------------- | ----------- |
| 1    | Marina Klimova / Sergueï Ponomarenko | Union soviétique | 2.0    | 1             | 1               | 1           |
| 2    | Maïa Oussova / Alexandre Jouline     | Union soviétique | 4.0    | 2             | 2               | 2           |
| 3    | Natalia Annenko / Genrikh Sretenski  | Union soviétique | 6.0    | 3             | 3               | 3           |
| 4    | Svetlana Liapina / Georgi Sur        | Union soviétique | 8.0    | 4             | 4               | 4           |
| 5    | Ilona Melnichenko / Gennadi Kaskov   | Union soviétique | 10.0   | 5             | 5               | 5           |
| 6    | Karen Knieriem / Leif Erickson       | États-Unis       | 12.4   | 6             | 7               | 6           |
| 7    | Anna Krochi / Lukas Mantovani        | Italie           | 13.6   | 7             | 6               | 7           |
| 8    | Kaoru Takino / Kenji Takino          | Japon            | 16.0   | 8             | 8               | 8           |

## Source
- (en) « Ice ABROAD, PRIZE OF MOSCOW NEWS, MOSCOW, USSR, NOVEMBER 11-15, 1987 », sur usfsa.xmlmanager.qg.com